# Владислав Гумпльович

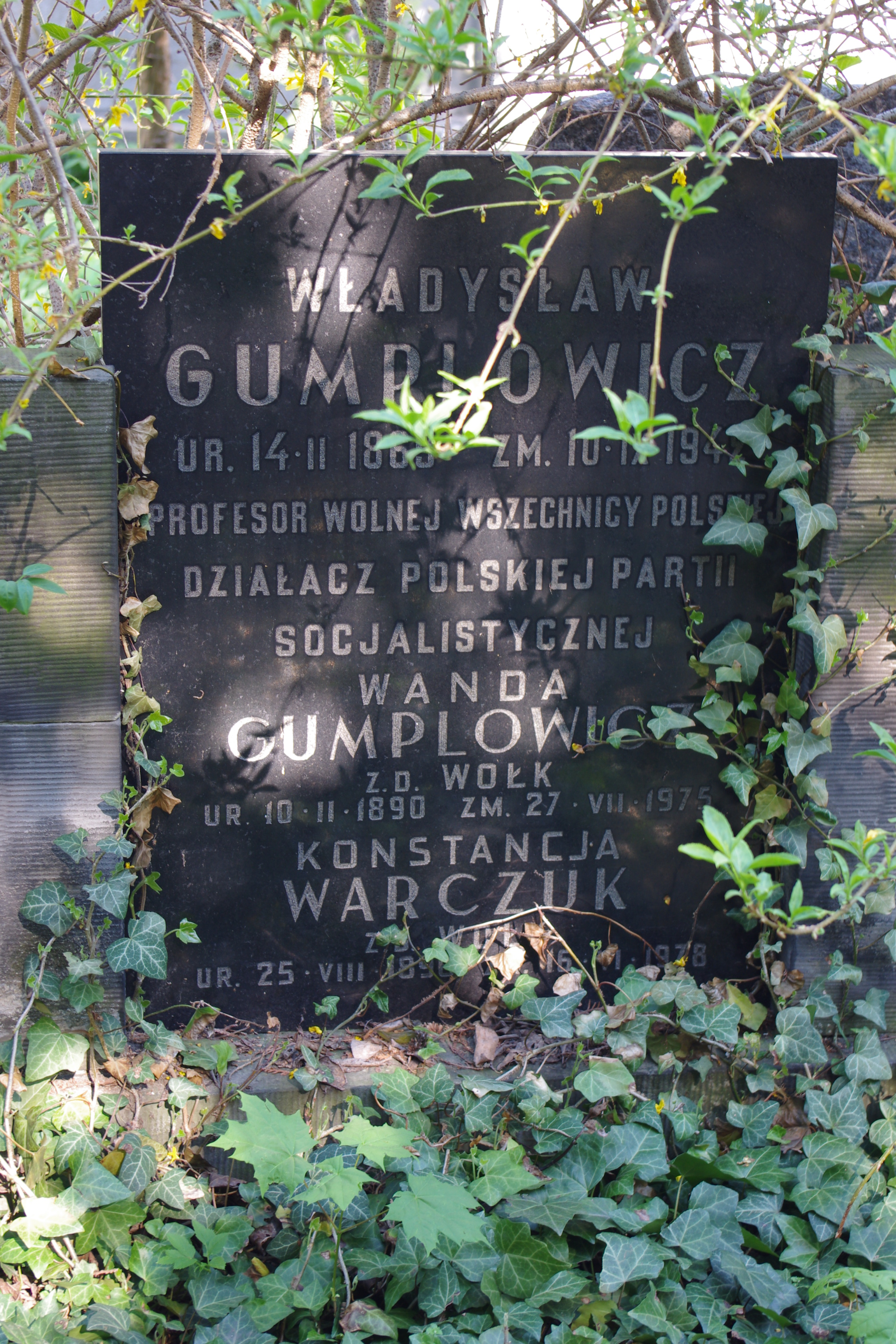
Могила професора Вл. Гумпльовича на євангелістському цвинтарі Варшави

Владислав Гумпльович (пол. Władysław Gumplowicz; 14 лютого 1869, Краків — 10 вересня 1942, Варшава) — польський політичний діяч, публіцист, географ і економіст, професор Вільного польського університету. Використовував псевдоніми Петро Гурковський (пол. Piotr Górkowski) і Владислав Краківський (пол. Władysław Krakowski).

## Біографія
З 1901 року — член Польської соціалістичної партії (ППС) і Польської соціал-демократичної партії, з 1906 року — активіст ППС-революційної фракції.
Прихильник незалежності Польщі та створення польських легіонів. Виступав проти включення східних територій (Галичини, України і Білорусі) до складу польської держави, виступав за східний кордон за етнічною ознакою.
З 1924 року — професор Вільного польського університету у Варшаві.
У 1934 р. — автор сільськогосподарської програми ППС. Під час німецької окупації викладав на конспіративних курсах Вільного університету Варшави.

## Публікації
У 1893–1895 рр. поміщав статті в газетах і журналах: німецьких «Neue Deutsche Rundschau», «Sozialistische Monatshefte», «Der Sozialist», «Die Zeit», «Die Zukunft», «Deutsche Worte», «Rheinisch-Westfälische Arbeiterzeitung», італійських -« Riforma Sociale» і англійських -«Wilshire's Magazine».
Владиславу Гумпльовичу належать політичні публікації:
- Kwestia polska a socjalizm (1908),
- Ferdynand Lassalle (w 40-tą rocznicę śmierci): Karta z historyi socyalizmu w Niemczech
- Międzynarodowe braterstwo proletaryatu

Наукові праці в галузі географії і економіки:
- Australia i Oceania (1927),
- Geografia gospodarcza (1927),
- Rozwój gospodarstwa światowego (1928),
- Australia i Oceania (1937),
- Azja Południowa (1938),
- Dzieje założenia Stanów Zjednoczonych Północnej Ameryki
- Japonja
- Norwegja
- Nowa Zelandja

а також історичне дослідження
- Obłąkani królowie — Szkice z dziejów państw monarchicznych (1923).

## Ресурси Інтернету
- Gumplowicz Władysław (pseud. Krakowski Władysław) [Архівовано 28 липня 2014 у Wayback Machine.](пол.)
- Владислав Гумпльович на сайті Thesaurus(англ.)
- Władysław Gumplowicz, Anglia a Irlandia, 1922 [Архівовано 26 липня 2014 у Wayback Machine.]

1. 1 2  Bibliothèque nationale de France BNF: платформа відкритих даних — 2011.
2. 1 2  Internetowy Polski Słownik Biograficzny
3. 1 2 3 4  Чеська національна авторитетна база даних